# 手語旁述世界盃
手語旁述世界盃是指電視直播世界盃足球賽事時，翻譯員用手語旁述，使聾人能靠手語，在直播世界盃賽事中獲取即時資訊，例如戰術運用、即時判決及場內外突發事件等。 

## 背景
由於聾人聽不到聲音，觀看直播節目只能感受畫面的動感，未能在直播賽事中獲取即時資訊。有見及此，香港慈善機構「龍耳」為了推廣聾健共融，在2014年電視直播世界盃賽事期間，在奧海城商場提供現場手語旁述。

## 世界盃前的準備
慈善機構「龍耳」在2014年世界盃前開始招募義工，邀得前電視台評述員施建章義務協助，與聾人導師一同策劃4天的訓練，亦要與手語翻譯義工、聾人導師及前電視旁述員開會，創出一系列的手語詞彙。有手語翻譯義工期望加深聾人對足球運動的認識，也讓他們能夠融入人群，一同分享觀看足球賽事的樂趣，建立和諧共融的社會。

## 傳譯的難處
翻譯員在賽事進行期間進行手語傳譯，遇到不少困難。
- 手語翻譯員要無間斷地打手語會極度消耗體力，所以每15分鐘要休息，需輪流上陣[9]。
- 有口才的評述員，5秒可以說28個字；但手語最快只可以5秒說12個字[10]。
- 一些國家名稱及外國球員名字是沒有手語，要想出其他方法去表達[11]。

## 國際足協設立手語報導
- 2010年，國際足球總會請來手語翻譯員，在官方網站以手語打出新聞[12]。
- 2014年，國際足球總會在官網上設立手語專區，用國際手語報導賽事[13]。

## 世界各地概況
部份國家或地區，電視台的新聞節目(包括體育新聞)設有即時手語傳譯。

### 香港
聾人觀眾過往除了無緣欣賞球賽旁述外，連電視新聞或資訊幾乎全無手語翻譯，若沒字幕，聾人根本無法理解內容。如要接收手語翻譯的時事資訊，主要靠龍耳電視及香港電台節目《時事摘錄》。

### 台灣
台灣公營電視台公視新聞設有手語節目，包括《聽聽看》及《公視手語新聞》。

### 大陸
- 2011年10月開始，中央電視台節目《共同關注》加入手語主持。
- 2012年3月起，中央電視台設有手語報道兩會情況[15]。

### 英國
由1996年起，廣播條例規定電視台有一半的節目須提供手語或字幕。

### 美國
ESPN直播世界盃球賽同時直播現場手語翻譯，但CBS、CNN網上電視台連字幕也沒有提供。
電視台播放節目時加插一小格手語畫面，認為會影響觀感及收視，甚少電視台會為足球賽事或其他節目提供手語傳譯。而近年隨着網上出現「Deaf TV channel」以手語翻譯世界盃賽事，以及有不少網上短片提供字幕，於是西方電視台開始減少為節目提供字幕。

## 外部連結
- 本港首設手語旁述助聽障者欣賞世界盃 （页面存档备份，存于）